# Cartoon Network (Brasil)
Cartoon Network é um canal de TV por assinatura brasileiro criado pela Turner Broadcasting System e hoje pertencente a Warner Bros. Discovery. É a versão brasileira do canal Cartoon Network nos Estados Unidos, exibindo a sua programação em português brasileiro. Exibe principalmente conteúdo animado para todas as idades. A sede do Cartoon Network fica em Atlanta, Estados Unidos, e o escritório brasileiro esta sediado na cidade de São Paulo e uma sucursal no Rio de Janeiro no bairro do Rio Comprido.

## História
O canal Cartoon Network (simplesmente abreviado como CN) está presente no Brasil desde 30 de abril de 1993. Desde então, dedica-se exclusivamente à exibição de desenhos animados produzidos nos Estados Unidos. Recentemente, a exibição de desenhos de outros países também é comum, incluindo produções brasileiras. Quando a audiência da televisão por assinatura brasileira começou a ser medida anos atrás pelo Ibope, foi constatado que o canal era e ainda é o mais assistido da televisão paga brasileira. Há alguns anos, o Cartoon Network começou também a exibir e produzir live-actions.
Desde o dia 15 de setembro de 2014, o Cartoon Network renovou em sua programação um novo formato de tela, dando uma nova versão ao formato Widescreen Anamórfico (16:9) e a tornando mais alta e fornecida com a versão Standard. Além do novo formato de tela, o canal também apresenta a Classificação Indicativa no topo da tela, quando começa algum programa.

### Era Checkerboard (1993-1998)

Primeiro logotipo da Cartoon Network usado entre 30 de abril de 1993 e 31 de dezembro de 2004.

Nessa era do canal, havia quadrados em forma de xadrez em suas vinhetas, e um fundo todo xadrez onde era exibido clássicos como Looney Tunes, The Flintstones, Popeye, entre outros, além dos desenhos do What a Cartoon! Show que eram O Laboratório de Dexter, Johnny Bravo, Du, Dudu e Edu, A Vaca e o Frango, As Meninas Superpoderosas e Eu Sou Máximo. Eles sempre se moviam, mudando o que tinham dentro (desde bolinhas pretas a embalagens de espinafre, que faziam lembrar claramente de que se tratavam de Popeye). No final, formavam a palavra Cartoon Network, também exibindo bumpers hilários de "Daqui a pouco" e "Vem aí".

### Era Powerhouse (1998-2004)
Nesta era, os tradicionais quadrados da antiga identidade foram deixados de lado e passaram a se focar em cenas de desenhos normais. Praticamente toda a identidade visual foi feita como se fosse um desenho animado. Obviamente, foram inseridos, em várias vinhetas, cenas estrelando os personagens dos desenhos exibidos pelo canal naquela época. O fundo das vinhetas sempre tinha uma cor predominante, geralmente cores fortes, e variavam de acordo com o horário e o tipo do programa. O nome da era é por causa da melodia Powerhouse que era sempre tocada durante as vinhetas e chamadas do canal. Muitos consideram essa era, a melhor do canal, onde a programação variava-se em clássicos, animes e produções originais. Em 2000, o canal resolveu homenagear os 500 anos do Descobrimento do Brasil, para isso encomendou ao estúdio do animador Daniel Messias uma série de curtas protagonizados pelos personagens do canal.

### Era City (2005-2010)

Segundo logotipo usado entre 1 de janeiro de 2005 e 31 de dezembro de 2011.

Estreou em 14 de junho de 2004 nos Estados Unidos, o canal reformulou suas vinhetas para a imagem de uma cidade como se vários personagens das produções exibidas pelo canal morassem juntos. Mudou também seu logo que antes dizia Cartoon Network e passou a dizer apenas CN. No Cartoon Network da América Latina, que inclui o Cartoon Network Brasil, a Era City estreou em 1 de janeiro de 2005 e terminou em 6 de agosto de 2010. A era mostrava diversos comerciais, envolvendo seus personagens atuais e clássicos em vários locais da cidade. No dia 13 de dezembro de 2006, após receber a notícia da morte de Joseph Barbera, o canal, em respeito, pôs uma última homenagem a seu criador. Exibiu uma foto de Joseph em um fundo preto com a legenda: "Quando falamos de personagens como The Flintstones, Scooby-Doo e Tom and Jerry só sente estes personagens quando os criamos. A magia estava ali e funcionou. Sentiremos a sua falta".

### Era Toonix (2010-2012)

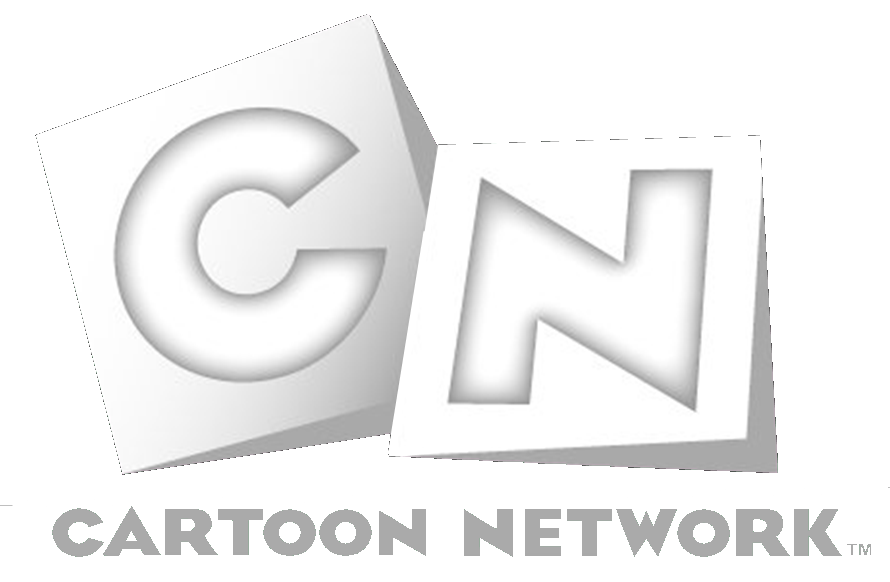
Logotipo secundário, usado entre 6 de agosto de 2010 e 31 de dezembro de 2011.

O Cartoon Network América Latina e Cartoon Network Brasil passou a usar em uma vinheta (Nova cara, novo Cartoon Network) o seu rebrand e uma identidade visual semelhante aos Noods do Cartoon Network dos EUA, onde se consistia num cenário branco, protagonizado por bonecos que podem assumir várias cores ou personagens do canal. Porém, em comparação com os Noods americanos, são chamados de Toonix e os bonecos tem um formato diferente, similares aos avatares homônimos do site do canal. As vinhetas mostram eles num jogo de futebol, que foi uma espécie de teste para o aprimoramento do público e sua aceitação diante da nova identidade, com um logo branco e um preto e branco e seus bumpers cheios de cenas cômicas de um estilo uma tanto diferente o estilo Toonix. Após cinco anos da Era CN City (2005–2010), Cartoon Network resolve reformular a sua programação e logotipo para um totalmente branco e menor em 6 de agosto de 2010. Os intervalos, mostram alguns Toonix tocando em uma barra colorida e se tornando a cor que tocaram anteriormente. São semelhantes aos antigos comerciais dos Noods, cuja única diferença com os daqui são o perfil e o nome de Toonix. A reformulação foi inesperada, e não foi avisada a data para o público anteriormente.

### Era CHECK it 1.0 e 2.0 (2012-2014)

Terceiro e atual logotipo usado desde 1 de janeiro de 2012.

O canal ganhou uma nova postura nas mãos do estúdio Brand New School, em 2 de setembro de 2012, de olho no amadurecimento de seu público. O novo logo continua enfatizando as letras "C" e "N", mas os dois quadrados perderam a tridimensionalidade, e remetem a primeira marca do canal, que por sua vez reaparece de forma mais indireta, em chamadas e vinhetas. A fonte dos dois logotipos foi alterada pela primeira vez. Ainda é idêntica à antiga, mas sem o pontiagudo de letras, como "A" e "N". Toda a identidade é dinâmica, colorida, diversificada, lúdica e divertida; fazendo referência a diversos elementos do universo adolescente, compondo grafismos inusitados, coloridos e contemporâneos, sempre fazendo referência ao tradicional visual xadrez do canal, lançado no dia 1 de janeiro do mesmo ano.
De 2 de setembro de 2012 a 4 de agosto de 2014, a Era Check it já contou com 3 versões, sendo que a primeira — atualmente chamada de 1.0, mas na época não tinha nome, já que não havia previsão da versão seguinte chegar à América Latina, sendo que havia pouco tempo que a segunda versão chegara à América e que poderia ser uma versão regional como aconteceu com os Noods, além de poucas pessoas saberem da versão 2.0 — estreou junto com os bumpers e vinhetas oficiais da era, em 2 de setembro de 2012. A segunda versão estreou "secretamente", pois não houve nenhuma propaganda anunciando, e coexistiu com a versão 1.0, mas seu período de atividades e quantidade de vinhetas foram reduzidos. Pode-se dizer que não houve uma Era Check it 2.0 comparando à Era Check it 2.0 americana.

### Era CHECK it 3.0 (2014-2016)

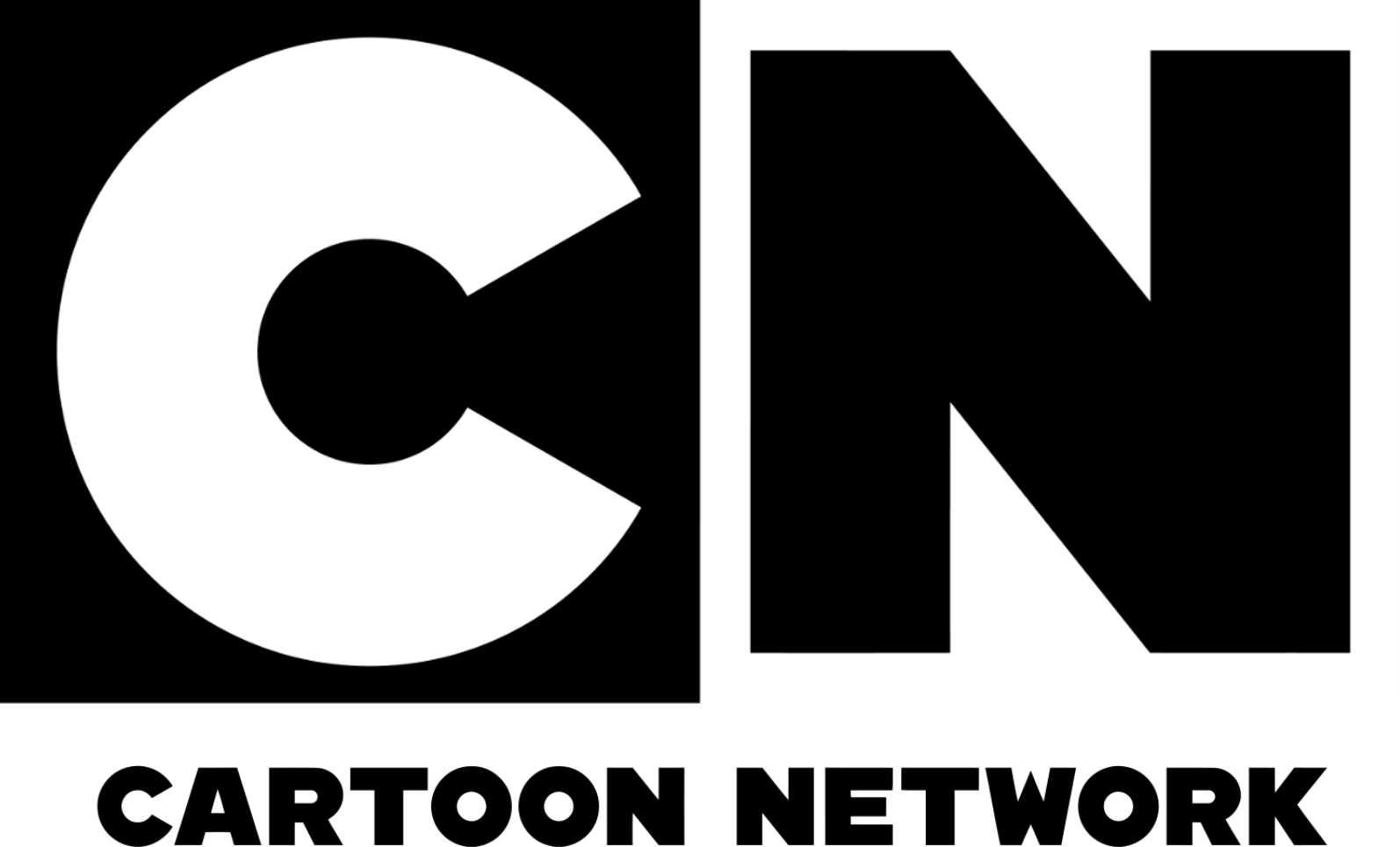
Nova versão do logotipo, usada desde 4 de agosto de 2014 nos bumpers (vinhetas).

A terceira versão, chamada de 3.0, estreou em 4 de agosto de 2014, às 4 da manhã, com o "Vem Aí" remodelado de Tooncast All Stars, no mesmo dia em que foram exibidos novos episódios das séries do Cartoon Network e um novo programa de televisão, "Clarêncio, O Otimista". Novos bumpers, vinhetas e um novo slogan/logo/evento/anúncio chamado "Cartoon Network Turbinado", provavelmente anunciando novos episódios, eventos, programas de tevês, apps, entre outras novidades ao longo dos meses.
A era Check it poderia ter estreado em 2013, mas houve um atraso, todavia o website continua tendo relações com a Era CHECK it. A atual era CHECK it, apesar de estar rendendo bom índices de audiência para o canal, não vem agradando muito os antigos telespectadores pelo fato de não serem mais exibidos desenhos originais e clássicos do cartoon fora do bloco do Cartoon Z@um, o que faz com que o canal seja bem criticado nesse sentido, pois perdeu quase toda sua essência original e o que fez com que o Cartoon Network ficasse em 6º lugar no índice geral dos canais pagos, ficando atrás do Discovery Kids, SBT, Rede Globo e Band.

### Era CHECK it 4.0 (2016-2017)
A quarta versão nomeada de 4.0 estreou nos Estados Unidos em 1 de junho de 2015 e semelhante a 3.0 também contém uma variedade de cores, porém mais fortes, brilhantes e reluzentes. No Brasil, a nova identidade teve sua estreia no dia 4 de janeiro de 2016.
O canal apresenta novas vinhetas e bumpers com vários tipos diferentes de animação sem deixar de ter um toque infantil e o espaço colorizado. No dia 30 de novembro de 2015, uma vinheta da era Check It 4.0 foi utilizada no "Vem Aí" do especial de fim-de-ano Memórias do Saltitão formando uma pré-estreia do novo visual, que teria sua estreia oficial mais tarde no dia 4 de janeiro de 2016.

### Era Dimensional (2017-2022)
A quinta versão, nomeada de Dimensional, estreou nos EUA em 29 de maio de 2016, como uma versão reformulada da 4.0 especialmente pensada para o verão. No Brasil, esta versão estreou no dia 1 de janeiro de 2017.
Semelhante a Check It 4.0, esta versão utiliza novas técnicas inovadoras e mais coloridas, com algumas cenas mostradas em computação gráfica que contam com um estilo dimensional brilhante durante a transmissão das vinhetas e bumpers.

### Era Reimagine o Seu Mundo (2022-2023)
A era Reimagine o Seu Mundo (que também ficou conhecida como Redraw Your World em sua versão original) estreou nos EUA em novembro de 2021 e 1º de abril de 2022 no Brasil, com um estilo em degradê e bumpers ilustrativos, mostrando vários personagens de seus programas em quadrados de xadrez, de um jeito similiar a era Checkerboard.

### Era Pastel (2023-presente)
Desde 7 de novembro de 2023, o Cartoon Network estreou uma nova identidade visual. Chamada de "Pastel", a nova era apresenta cenas dos desenhos-animados do canal em tela dividida, além de apresentar uma nova paleta de cores, como rosa, verde e índigo.

## Programação
A programação do canal é baseada especialmente em animações. Desde a fundação do canal em 1993, vários desenhos clássicos de acervos famosos, como, Hanna-Barbera, Warner Bros. e MGM foram exibidos durante anos e reconhecidos pela sua popularidade em todo o mundo. Ted Turner, fundador do canal, exibia principalmente animações clássicas de acervos que ele havia comprado e adquirido os direitos. Até 1996, quando a Turner Broadcasting System foi negociada e vendida por Ted Turner (e os direitos das animações que ele havia adquirido, vendidas para a Warner Bros.), uma era de inovação em animação se seguiu, focando-se não somente no público infantil, mas também, juvenil e adulto. Assim, em 2001, a animação clássica foi transferida para o seu novo canal - na época - chamado Boomerang, até a retirada do conteúdo animado do canal em 2006. Desde então, o canal tem apostado em conteúdos para jovens e adultos, como o anime e desenhos originais produzidos pelas filiais do Cartoon Network pelo mundo. Em meados de 2010, o canal começou a exibir vários live-actions inicialmente com Chaves, Chapolin Colorado e Kamen Rider: O Cavaleiro Dragão, ambos em 2010 e em 2012 começou a ser exibido aquisições como Senhor Young, produções originais como Level Up, e produções latino-americanas como A CQ: Confusões ao Quadrado, não alcançando uma alta popularidade e satisfação do público, mas Experimentos Extraordinários, é o único live action brasileiro exibido no canal. 
De 2013 a 2020 o canal passou a focar em suas animações e séries originais e durante todas as segundas e quintas-feiras eram lançados novos episódios de O Incrível Mundo de Gumball, Steven Universo, Os Jovens Titãs em Ação, Ursos sem Curso, Unigata, O Mundo de Greg, Acampamento de Verão, Victor e Valentino, Mao Mao: Heróis de Coração Puro, a nacional Irmão do Jorel, e as novas versões de As Meninas Superpoderosas e Ben 10. A partir de março de 2020, o canal deixa de transmitir os novos episódios de seus programas nas segundas-feiras e cada uma das séries atuais passam a estrear novos episódios separadamente durante a programação semanal. 

## Projetos relacionados

### Adult Swim
Focado no público jovem-adulto, foi originalmente lançado como um bloco noturno do Cartoon Network em 7 de outubro de 2005, entre 23h às 05h da manhã nas sextas, sábados e domingos, sendo composto por programas de comédia originais, adquiridos, junto com curtas experimentais e posteriormente reuniu vários cartunistas brasileiros com a ajuda da Ancine, por meio do projeto de curtas Cartum Netiuorque (criado originalmente em 2004).  
Seu horário acabou fazendo com que o bloco de anime Toonami fosse exibido apenas durante a semana, na qual recebeu muitas críticas por parte do público, que eram respondidas de forma sarcástica nos intervalos.
Deixou a grade do canal em 7 de março de 2008 devido a críticas de pais/responsáveis e ameaças de ação civil pública devido ao conteúdo exibido, sendo transferido por diversos canais ao longo dos anos.
Em 31 de outubro de 2023, o bloco se transforma em um canal próprio, ocupando o espaço da TruTV na maioria das operadoras, exibindo boa parte dos desenhos já transmitidos no Cartoon Network e no Tooncast, além de estar disponível também na Max.

### Boomerang
Originalmente era um bloco de programação do Cartoon Network desde seu lançamento nos Estados Unidos em 1992, no Brasil em 1993. Exibia desenhos do acervo da Hanna-Barbera e alguns da MGM como Tom e Jerry. Em 2001 se separou em um canal separado sob sua jurisdição que até 2006 era composto somente por desenhos clássicos. Em 3 de abril de 2006, vendo que o canal estava perdendo audiência por inúmeras reprises e sem a manutenção de seus shows, a Turner Broadcasting System Latin America resolve intervir e mudar toda a programação e as separar em faixas etárias diferentes. Houve resquícios da programação clássica até março de 2008, quando se voltou inteiramente ao público adolescente. 
Em abril de 2014, o canal voltou a exibir animações em sua programação após decisão da matriz americana, e em setembro de 2014, mudou seu logo e identidade usual com uma nova programação voltada de novo para o público infantil; foi substituido pelo canal pré-escolar Cartoonito em dezembro de 2021.

### Toonami Powered by Crunchyroll
Toonami foi um bloco de animação que  foi transmitido entre 00h00 e 01h00 que antigamente fazia parte do canal Cartoon Network entre 2002 e 2007. Em 2020, retornou na programação em parceria com a Crunchyroll como Toonami Powered by Crunchyroll. O nome é uma amálgama de "cartoon" e "tsunami", sugerindo "um maremoto" de desenhos animados. Atualmente possui em sua programação os animes Dragon Ball Super e Dr. Stone.

### Toonix
Primeiramente lançado no site do canal em 2009. Inicialmente foi um avatar pessoal de comunicação entre os internautas do Cartoon Network que podiam frequentar salas de bate-papo ao vivo, bastava iniciar uma conta e usá-la totalmente de graça. Em meados de 2013, o site desligou seu serviço de chat mas mantendo os avatares do site apelidados de "Toonix". Devido a popularidade destes bonecos, o Cartoon Network resolveu incorporá-los no seu rebrand em 6 de agosto de 2010 se igualando aos Noods na versão americana. Foram feitas 580 vinhetas para a antiga identidade visual do canal desde 2010, a era Toonix.

### Chega de Bullying, Não Fique Calado
A campanha, baseada na campanha "Stop Bullying, Speak Up!" no Cartoon Network dos Estados Unidos, conscientiza as pessoas que o bullying não é uma fase comum na infância e sim algo que pode comprometer sua vida inteira. O projeto inclui simulações baseadas no desenho As Terríveis Aventuras de Billy e Mandy, incluindo Billy, Irwin e o valentão Sperg. O design da campanha mudou com o tempo, adequando-se à Era "CHECK IT!". Atualmente, a campanha virou mais ou menos uma petição e ganhou um site (clique aqui para entrar).

### Corrida Cartoon
A corrida ocorre na Chácara do Jockey em São Paulo. Tudo começou em novembro de 2011 quando o Cartoon Network decidiu criar ideias para animar as crianças, com presença ao vivo dos personagens das séries do Cartoon Network: O Incrível Mundo de Gumball, Hora de Aventura, Apenas um Show, As Meninas Super Poderosas, As Terríveis Aventuras de Billy e Mandy e muitos outros. Em setembro de 2012, decidiram colocar a campanha: ''Chega De Bullying, Não Fique Calado'' na corrida, mas em setembro de 2013, terminou a corrida em tragédia com reclamações dos atletas no Reclame Aqui e a Corrida também está na América Latina. Em 21 de junho de 2015, a Corrida Cartoon aconteceu também no Rio de Janeiro, além de São Paulo, tornando-se a primeira vez que ocorre a corrida do canal no Rio de Janeiro.

### Verão Cartoon
O projeto ocorre no litoral brasileiro, em hoteis. O projeto faz apostas, esportes na areia e entre outros. Ocorre de dezembro a janeiro, o projeto acontece desde 2011 no Nordeste, Sul e Sudeste brasileiro, o último verão cartoon ocorreu no Beach Park Fortaleza no Nordeste.

## Serviços

### Cartoon Network On Demand

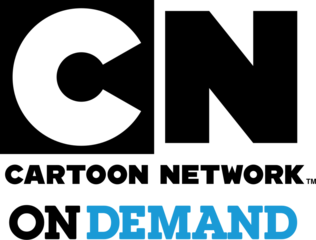
Atual logotipo do serviço.

Cartoon Network On Demand é um serviço de streaming que começou a operar em meados de 2007 nos principais sites de entretenimento do Brasil, como Terra, UOL e IG. Atualmente disponível apenas pelo TV UOL, é totalmente grátis e dublado em português do Brasil, possui uma geração de substituição de episódios a cada temporada exibida. Transmite somente séries originais do canal. É o serviço mais usado e popular. Há um serviço de vídeos no site do Cartoon Network Brasil, referido como Cartoon Network Video, que também exibe episódios completos.

### Cartoon Network App
Cartoon Network App (primeiramente Cartoon Network Go!) é um serviço de Video On-Demand lançado juntamente com o TNT Go e Space Go, disponível para assinantes da Sky, Vivo TV, Algar TV e Oi TV. No site, o assinante encontra parte do conteúdo do canal e pode assisti-lo ao vivo.

### Cartoon Network Celular
Cartoon Network Celular é um serviço pago via telefone oferecido para celulares móveis. Disponibiliza vídeos, papéis de parede, ringtones, jogos, screensavers entre avatares de personalização de cada personagem do canal para o celular.

### Cartoon Network 3.0
Cartoon Network 3.0 é o site oficial do canal brasileiro. Oferece vídeos, jogos, e downloads de diversos conteúdos. É a versão atualizada do site lançado no ano de 2014, e anteriormente chamado de "Cartoon Network 2.0" e logo após "Cartoon Network 2.5" e até janeiro de 2015, "Cartoon Network 2.7", que desde meados daquele ano hospeda os anfitriões do site chamados de "Toonix". A versão oferecida atualmente trabalha com as atualizadas do programa Adobe Flash Player para uma melhor visualização do conteúdo. Desde janeiro de 2015, o site foi atualizado para ser carregado mais rápido, além de uma leve mas inexpressiva mudança de visual.

### Cartoon Network HD

Serviço em HD.

Cartoon Network HD é a versão Simulcast do canal SD, está disponível nas operadoras NET, Sky, Oi TV, Vivo TV, Algar TV, Claro TV e outras operadoras menores desde o início de 2014. A partir de 15 de setembro de 2014, os sinais HD e SD passaram a ser únicos, com o canal SD sendo gerado em Widescreen e o símbolo HD deixou de ser exibido.

### Cartoon Network Blah!
Cartoon Network Blah! foi um aplicativo do Cartoon Network para iOS e Android, lançado em novembro de 2016. Onde as crianças podem interagir com o canal a ser gravado si mesmos fazendo os desafios dos comandos do aplicativo e enviar em vídeo, você tem a chance de aparecer rodando para comerciais da TV. É a versão brasileira do aplicativo CN Sayin' do Cartoon Network americano.

### Cartoon Network Anything
Cartoon Network Anything foi um aplicativo do Cartoon Network para iOS e Android, lançado em abril de 2016. O aplicativo compila brincadeiras insanas, informações inusitadas sobre as obras e até questionários malucos das séries. De forma geral, basta deslizar o dedo pelo display – da direita para a esquerda – para pular para a próxima atividade. Durante os joguinhos e quizes, é só tocar na opção mais acertada ou arrastar figuras e objetos pelo quadro, dependendo das regras da jogatina. Depois de terminar cada estágio, você tem a opção de curtir o material – caso tenha gostado da experiência.